# Nāḩiyat Markaz Ḩārim
Nāḩiyat Markaz Ḩārim (arabiska: ناحية مركز حارم) är ett subdistrikt i Syrien.   Det ligger i provinsen Idlib, i den nordvästra delen av landet, 300 km norr om huvudstaden Damaskus.
Trakten runt Nāḩiyat Markaz Ḩārim består till största delen av jordbruksmark. Runt Nāḩiyat Markaz Ḩārim är det ganska tätbefolkat, med 179 invånare per kvadratkilometer.